# Massatge prostàtic

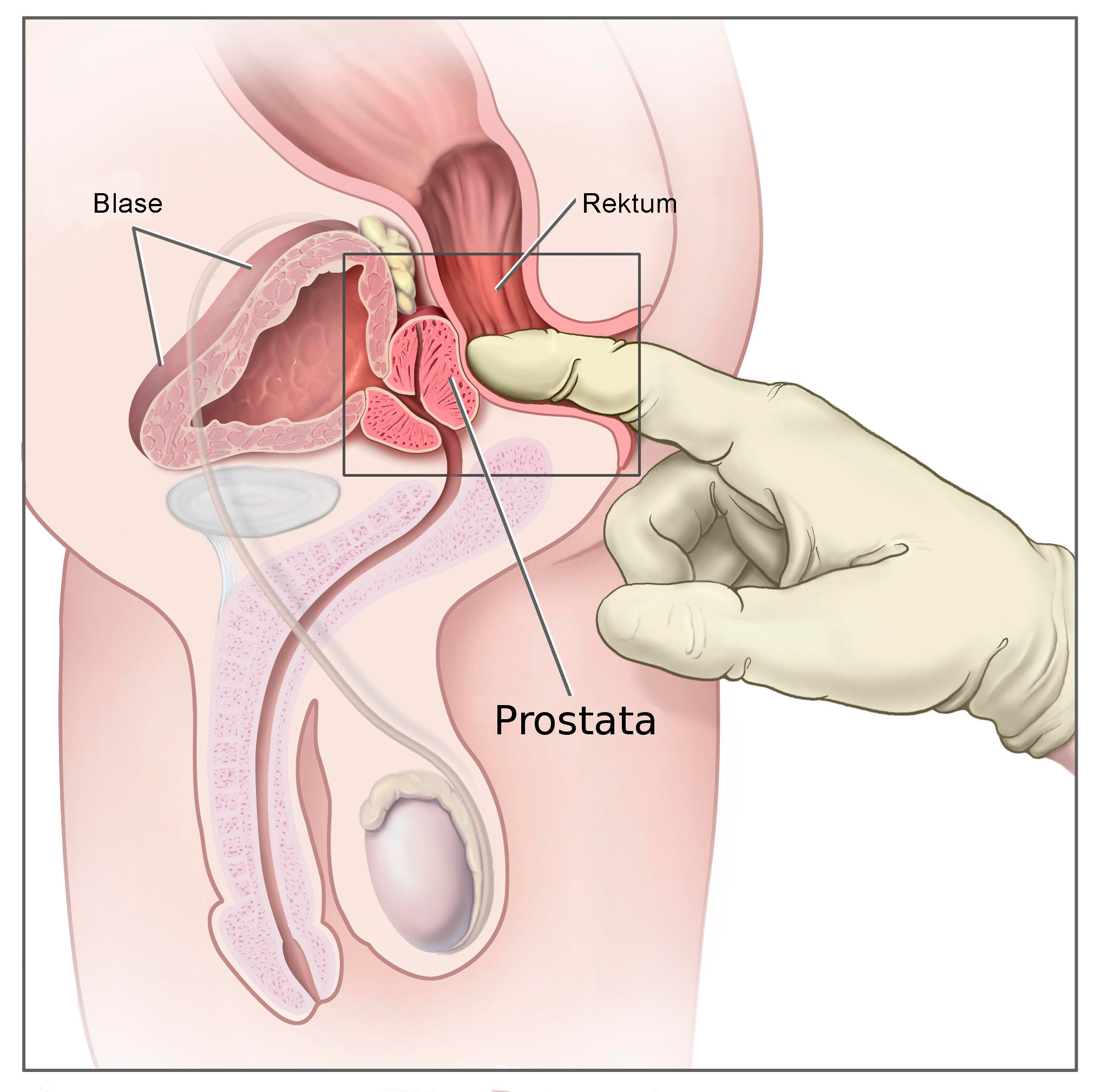
Anatomia de l'aparell genital masculí

El massatge prostàtic és un terme per descriure l'estimulació de la glàndula prostàtica masculina, tant per a propòsits mèdics com sexuals. El primer propòsit és usat per descobrir símptomes de prostatitis.
La pròstata és una part del sistema genital masculí i la seva contribució és clau en l'orgasme masculí. Part del fluid seminal és una secreció de la pròstata. Es localitza adjacent al recte, i pot ser estimulada manualment o amb ajuda de consoladors.
El massatge de pròstata contribueix a l'aparició a la descàrrega dels seus fluids sense necessitat que hi hagi un orgasme o una ejaculació.

## Descripció

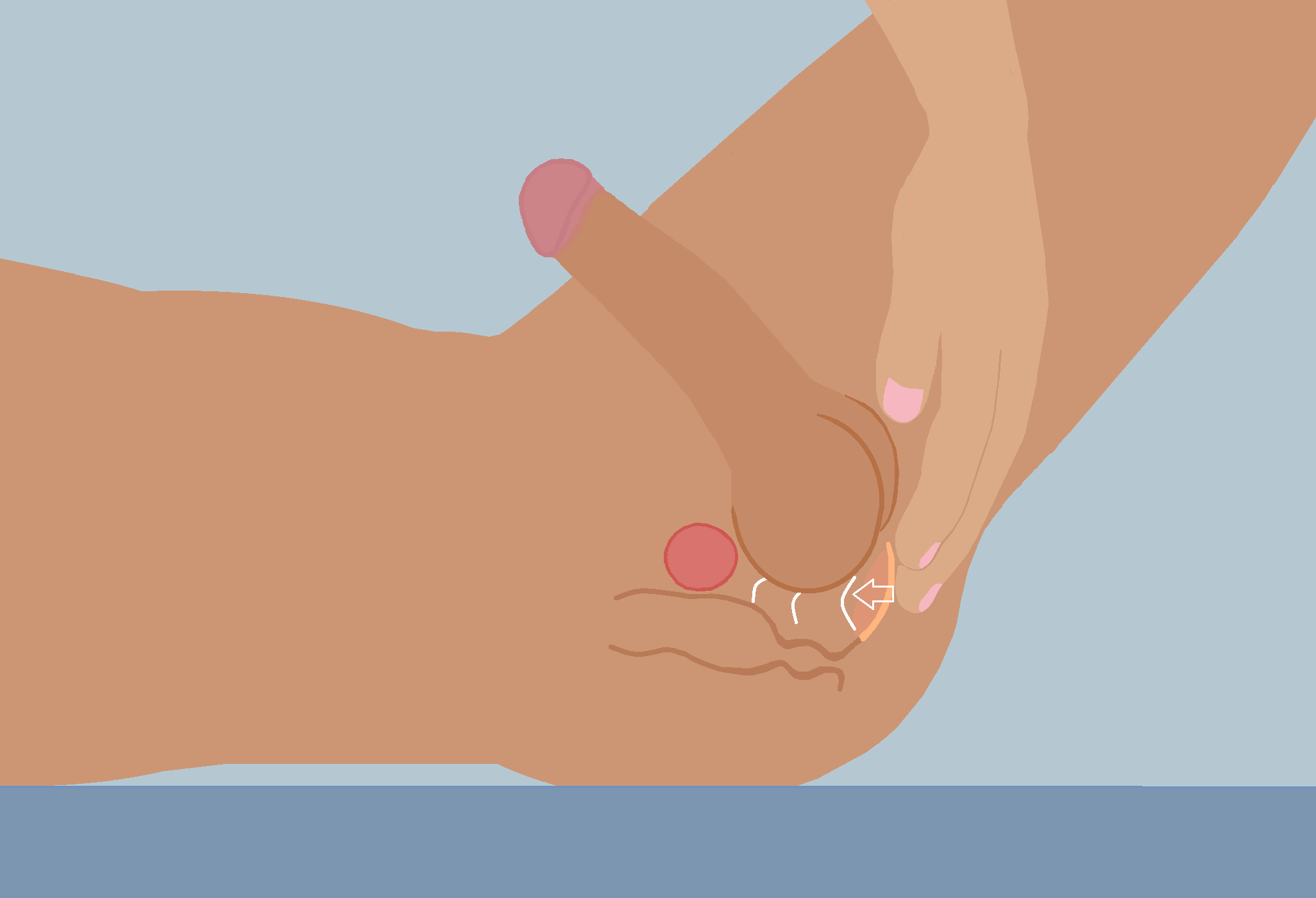

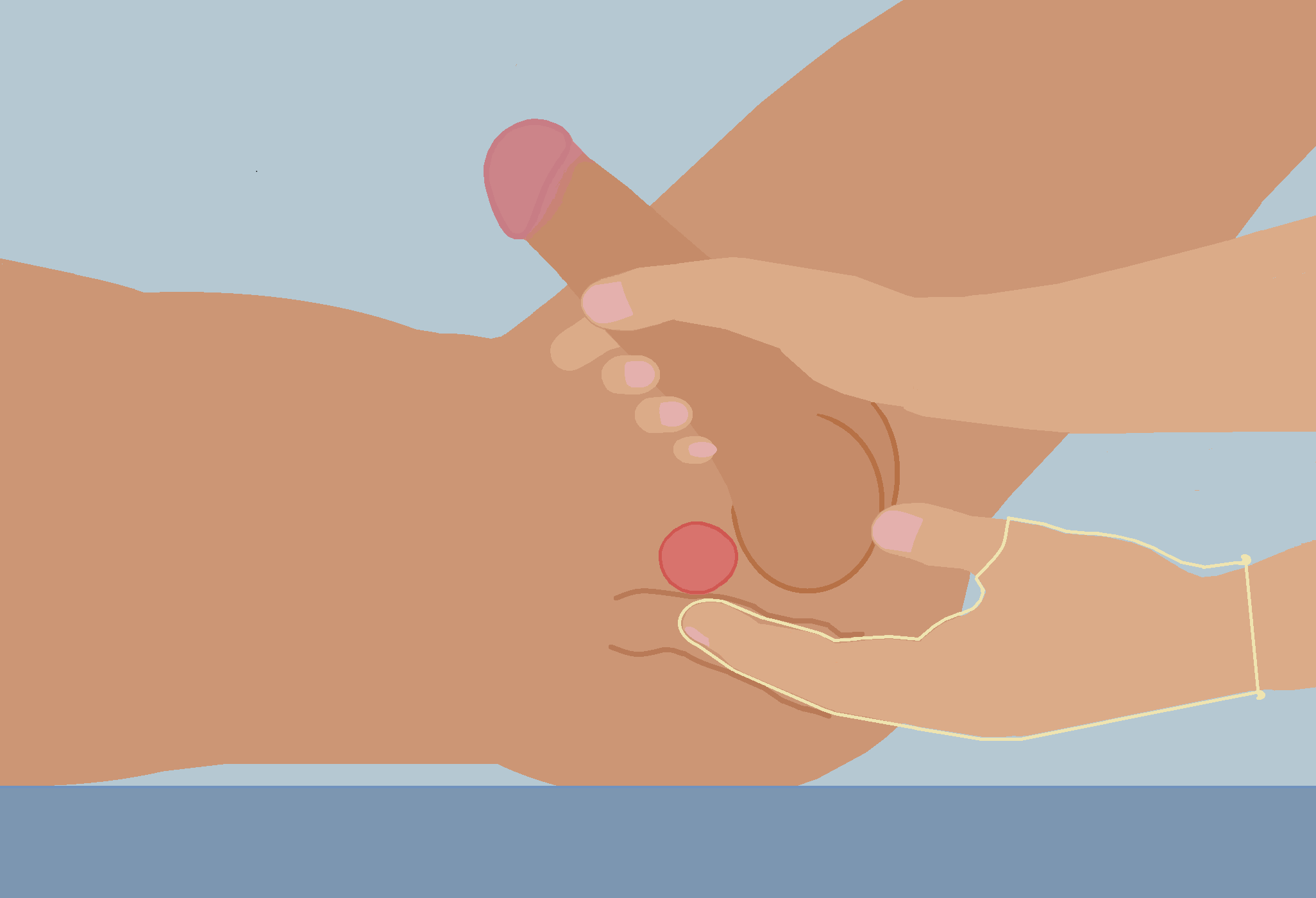

El massatge de pròstata de vegades és un tractament mèdic per la prostatitis crònica i de la hiperplàsia prostàtica (HBP), però és totalment contraproduent en pacients amb prostatitis aguda perquè pot provocar l'expansió de la infecció.
Es realitza introduint-hi un o dos dits, enfundats en un guant de làtex, lubricats per l'anus, un massatge de pròstata o un altre instrument mèdic, el massatge de pròstata pot provocar un orgasme i l'ejaculació sense cap altra estimulació genital. També pot estimular indirectament per massatge extern a través del perineu, encara que així pot no ser efectiu l'obtenció de fluid.
No és necessària una pressió excessiva, el procediment s'ha de realitzar fregant suaument al principi amb el dit índex, massatges els laterals dels lòbuls de la pròstata, anant amb compte de no pressionar massa vigorosament sobre els nervis del centre.
Si la pròstata està plena i per estimulació sexual en alguns casos pot contraure, buidant en part de la mateixa manera que durant l'ejaculació però sense necessitat de pressió digital ni estimular cap dels òrgans circumdants.
L'electroejaculació és un procediment on els nervis són estimulats elèctricament, que ha estat inserida dins del recte, al costat de la pròstata. És molt comunament usada en inseminació artificial per a recol·lectar mostres per a anàlisi i fecundació.

## Informació mèdica
Hi ha alguns riscos per a la salut deguts a l'estimulació prostàtica desenvolupada incorrectament. Un massatge suau pot "ajudar" a drenar una glàndula prostàtica dolorosa, en disminuir la inflamació en una inflamació crònica benigna, a més el massatge al voltant de la pròstata pot beneficiar als músculs.Mai s'ha d'aplicar en una inflamació aguda, infecciosa o cancerígena, un estudi el 2006, no va trobar cap benefici addicional en afegir el massatge de pròstata al tractament amb antibiòtics de la prostatitis. Un massatge vigorós, o extrem, o sota un cas de prostatitis aguda, en alguns casos pot ser perillós, podent provocar una cel·lulitis local (gangrena de Fournier), septicèmia (enverinament bacterià de la sang), transferència de càncer de pròstata a altres parts del cos, o hemorroidess en alguns individus. A més un massatge exagerat, per una pressió no raonable pot causar danys als molt sensibles teixits tous i nervis. Pel que és preferible fer manualment a utilitzar altres instruments a causa que els dits no són excessivament durs i s'exerceix més control.

## Equip
Un massatge prostàtic és un instrument usat analment, dissenyat per fer massatges a la glàndula prostàtica. La forma de l'instrument és similar a un dit. Tradicionalment s'ha fet digitalment. Tenen usualment una curvatura suau per fer massatges efectivament la pròstata. És convenient lubricar l'anus internament abans d'introduir-lo. Un massatges prostàtic ha de ser usat amb cura a causa de la sensibilitat de la regió recte-pròstata.
Al Japó, Anero, és una línia patentada de joguina sexual per a massatges de pròstata.